# Gitte Hænning
Gitte Hænning (keresztelési név Gitte Johansson; Aarhus, 1946. június 29. –) dán énekesnő és színésznő.

## Énekesi pályája
1963-ban az Ich will ’nen Cowboy als Mann című német slágerral aratott nagy sikert, amelyet Rudi von der Dovenmühle komponált. 1973-ban ő képviselte Németországot az Euróvíziós Dalfesztiválon Junger Tag című számával, ahol a 8. helyet szerezte meg.

## Magánélete
Az 1960-as évek közepén Niels-Henning Ørsted Pedersen dán jazz zenész volt a párja. Az 1960-as évek végén és az 1970-es évek elején Londonban és Rómában Robert Cornford zeneszerzővel együtt élt. Gitte 1974-ben összeházasodott Jo Geistler menedzserrel. Két év után váltak szét. Az 1980-as években Pit Weyrich rendező volt pár évig a párja, majd az 1990-es években Friedrich Kurz zenei producerrel élt együtt. 

## Filmjei
- 1956: Den kloge mand
- 1960: Popparaden
- 1961: Ullabella 	(címszerep)
- 1962: Prinsesse for en dag 	(címszerep)
- 1962: Han, hun, Dirch og Dario
- 1964: Gitte og Rex (Jetzt dreht die Welt sich nur um dich)
- 1964: Liebesgrüße aus Tirol
- 1965: Skandale på pigeskolen
- 1966: Pfeifen, Betten, Turteltauben (Dýmky)
- 1967: Den røde kappe ( Hagbard und Signe)
- 1966: Towarisch
- 1967: Skandale i Tyrol
- 1970: Revue für den Thronfolger
- 1971: Tetthely (Tatort: Kressin stoppt den Nordexpress című epizód)
- 2003: Baltic Storm

## Lemezei
| - 1967: Jeder Boy ist anders - 1968: Stop die Boys - 1969: My Kind of World (Neuveröffentlichung 2005: Gitte Hænning Meets the Francy Boland Kenny Clarke Big Band) - 1975: Ich bin kein Kind von Traurigkeit - 1976: Was wär’ ich ohne dich - 1977: Regenbogen - 1980: Bleib noch bis zum Sonntag - 1982: Ungeschminkt - 1983: Berührungen - 1987: Jetzt erst recht - 1993: Liebster - 1998: My Favorite Songs - 2004: Johansson - 2010: Was ihr wollt - 1984: Mit Lampenfieber auf Tournee - 2001: Songs for My Father - 2004: Jazz - 2005: Gitte, Wencke, Siw – Die Show | - 1970: Mini oder Maxi - 1970: Dann kamst du - 1971: Regenbogen - 1972: Der Mann aus Sacramento (Sacramento – A Wonderful Town) - 1972: Alle wollen nur das Eine (Loco por ti) - 1973: Junger Tag - 1973: Dann kommt die Erinnerung - 1974: Ich hab die Liebe verspielt in Monte Carlo - 1974: So schön kann doch kein Mann sein - 1975: Ich bin kein Kind von Traurigkeit - 1975: Wie du mir, so ich dir - 1976: Laß mich heute nicht allein - 1976: Happy End - 1977: Bye, bye bel ami - 1977: Shake Me - 1978: Mach mich nicht schwach (Rien qu’une femme) - 1978: Von Hollywood träumen (No Hollywood Movie) - 1979: Dann tanzt sie allein - 1980: Mach das doch noch einmal mit mir (Do That to Me One More Time) - 1980: Freu’ dich bloß nicht zu früh (Take that Look off Your Face) - 1980: Die Frau, die dich liebt (Woman in Love,) - 1981: Ich lass’ dich nie mehr allein (Half the Way) - 1981: Etwas ist geschehen (Something’s Gotten Hold of My Heart) - 1982: Ungehemmt (Physical) - 1982: Der Anruf (Er rief an) - 1982: Ich bin stark - 1982: Ich will alles - 1983: Tränen? – Vielleicht - 1983: Lampenfieber - 1983: So liebst nur du - 1984: Liebe – nein, danke! - 1986: Aber Liebe ist es nicht - 1987: Sonne & Mond - 1988: Aufwärts - 1988: Du tust mir so gut - 1989: Mac Arthur Park (Alle Träume, die wir hatten) (MacArthur Park) - 1993: Hör bitte auf (Stop!) - 1993: Bis später - 1993: Eiskalt - 2004: Tanz der Welt - 2005: Sturmkind - 2005: Frühling - 2010: Die Frau, die dich liebt (Version 2010) - 2011: Mit jedem Abschied fängt was an - 2011: Salz in der Luft |

## Fordítás
- Ez a szócikk részben vagy egészben  a   Gitte Hænning című német Wikipédia-szócikk fordításán alapul.  Az eredeti cikk szerkesztőit annak laptörténete sorolja fel. Ez a jelzés csupán a megfogalmazás eredetét és a szerzői jogokat jelzi, nem szolgál a cikkben szereplő információk forrásmegjelöléseként.
- Ez a szócikk részben vagy egészben  a   Gitte Hænning című dán Wikipédia-szócikk fordításán alapul.  Az eredeti cikk szerkesztőit annak laptörténete sorolja fel. Ez a jelzés csupán a megfogalmazás eredetét és a szerzői jogokat jelzi, nem szolgál a cikkben szereplő információk forrásmegjelöléseként.